# Sabina Kleczkowska
Sabina Kleczkowska (ur. 22 kwietnia 1900, zm. 24 stycznia 1941 we Lwowie) – polska uczestniczka walk o Lwów 1918–1919, żołnierz Ochotniczej Legii Kobiet, młodsza siostra Zofii Kleczkowskiej.

## Życiorys
Absolwentka Miejskiego Gimnazjum Realnego im. Królowej Jadwigi, a także w Prywatnego Gimnazjum Żeńskiego Sióstr Urszulanek i Prywatnego Gimnazjum Realnego Marii Frenklówny. 10 grudnia 1918 wstąpiła do Wojska Polskiego. Została odkomenderowana na Wysoki Zamek, gdzie pełniła służbę wartowniczą wraz z innymi legionistkami, w tym siostrami Zofią i Anną. Jej zadaniem było strzec zbrojowni 2. dywizjonu 4. Pułku Artylerii Ciężkiej. Podczas ostrzału Zamku przez artylerię Armii Halickiej, samotnie pozostała na stanowisku, za co otrzymała wyróżnienie nadane rozkazem por. Rudolfa Kroaka z 3 maja 1919. 
Późną wiosną 1919 została przeniesiona do oddziału Ochotniczej Legii Kobiet na Górnym Śląsku, gdzie pełniła służbę pomocniczą i instruktorską. Była tam świadkiem powstań śląskich oraz plebiscytu. 
Po zakończeniu walk o niepodległość i granice została studentką na Wydziale Inżynierii Lądowej i Wodnej Politechniki Lwowskiej, którego jednak nie ukończyła. Zmarła we Lwowie 24 stycznia 1941 w wyniku zapalenia płuc. Spoczęła na cmentarzu Łyczakowskim. 
1 października 1921 wzięła ślub z Michałem Domanasiewiczem (1892–1943) – żołnierzem wojny z bolszewikami 1920, od 1922 urzędnikiem PKP. Mieli czworo dzieci: Danutę, Zbigniewa, Andrzeja i Zofię Annę. Po wybuchu II wojny światowej rodzina wyjechała do Lwowa, gdzie zamieszkała w kamienicy przy ul. Łozińskiego. Mąż przeżył ją o ponad dwa lata – zmarł na gruźlicę 8 lipca 1943. 

## Odznaczenia
- Krzyż Walecznych
- Odznaka „Za Trud Ofiarny 1918” – za służbę w Ochotniczej Legii Kobiet